# Fabian Möhrke
Fabian Möhrke (* 1980 in Berlin) ist ein deutscher Filmregisseur und Drehbuchautor.

## Leben
Möhrke erwarb 2010 mit dem Kurzfilm Philipp, der unter anderem den First Steps Award 2010 in der Kategorie Spielfilm bis 60 Minuten gewann, sein Regiediplom an der Hochschule für Film und Fernsehen Potsdam. Sein Spielfilmdebüt Millionen wurde beim Filmfestival Achtung Berlin – New Berlin Film Award 2014 als Bester Spielfilm ausgezeichnet.

## Filmographie (Auswahl)
- 2010: Philipp (Regie, Drehbuch)
- 2011: Finding Brave (Regie, Drehbuch)
- 2013: Millionen (Regie, Drehbuch)
- 2015: Eichwald, MdB
- 2019: Frau Jordan stellt gleich (Regie)
- 2020: Herr und Frau Bulle: Abfall (Regie)
- 2021: Die Bestatterin – Die unbekannte Tote (Regie)